# كابيزون دي لا سال
بلدية كابيزون دي لا سال (بالإسبانية: Cabezón de la Sal)‏، هي إحدى بلديات منطقة كانتابريا, المصنفة على أنها مقاطعة أيضاً، في شمال إسبانيا.
يبلغ عدد سكانها 7.639 نسمة وفقاً لإحصائية سنة (2002).

## أعلام
- خوان خوسيه كوبو
- ألبرتو ديلغادو كينتانا
- ناتشو فيجالوندو
- إنريكي ريفيرو بيريز
- خايرو سامبيريو